# Arteria del bulbo del vestíbulo
La arteria del bulbo del vestíbulo es una arteria que se origina en la arteria pudenda interna de la mujer, y que se corresponde con la arteria del bulbo del pene en el hombre. En ambos sexos se llama también arteria perineal profunda. No presenta ramificaciones.

## Distribución
Distribuye la sangre hacia las glándulas vestibulares mayores y el bulbo vestibular, donde termina.